# Hlinsko (district de Přerov)
Pour les articles homonymes, voir Hlinsko (homonymie).
Hlinsko (en allemand : Leimgruben) est une commune du district de Přerov, dans la région d'Olomouc, en République tchèque. Sa population s'élevait à 235 habitants en 2020.

## Géographie
Hlinsko se trouve à 4 km au sud du centre de Lipník nad Bečvou, à 26 km au nord-est de Přerov, à 27 km au sud-est d'Olomouc et à 235 km à l'est-sud-est de Prague.
La commune est limitée par Osek nad Bečvou et Lipník nad Bečvou au nord, par Týn nad Bečvou au nord-est, par Lhota au sud-est, par Kladníky, Šišma et Pavlovice u Přerova au sud, et par Sušice à l'ouest.

## Histoire
La première mention écrite de la localité date de 1304.